# Mantas Kalnietis
Mantas Kalnietis (Kaunas, 8 de setembro de 1986) é um basquetebolista lituano que atualmente joga pelo ASVEL Basket de Lyon-Villeurbanne jogando na Élite.